# Gene Simmons
Chaim Witz, més conegut pel seu nom artístic Gene Simmons (Haifa, Israel, 25 d'agost de 1949) és el baixista i vocalista de la banda de rock dur Kiss. A més va produir diversos discs de la banda, va doblar amb la seva veu diverses sèries animades i fins i tot va satiritzar la seva imatge creant la sèrie d'animació My Dad the Rock Star.

## Infantesa
Mai va conèixer el seu pare, qui va abandonar a la seva mare Florence, de nacionalitat hongaresa, víctima de l'holocaust. El 1958 el petit Eugene va emigrar als Estats Units al costat de la seva mare.
Sense ser un mal alumne, Gene no s'interessà gaire per l'escola, on en canvi s'apassiona totalment per la creació d'historietes, una fascinació adquirida després de l'arribada als Estats Units i l'apogeu de les tires còmiques en aquells temps. Els còmics americans són llavors una de les seves més grans passions amb tots aquests superherois amb poders il·limitats.

## Joventut
Però va ser l'any 1964 quan tindria la "revelació" en presenciar el xou dels Beatles a l'Ed Sullivan Show. El que més li va cridar l'atenció va ser el poder de convocatòria de dones que podia causar el tenir una guitarra penjada i cantar belles cançons. No va dubtar de provar l'esmentada experiència amb 15 anys a coll formant la Long Island Sound. L'explosió del rock anglès a finals dels '60 marcarà tota la seva adolescència, en la qual tindrà una clara vocació de músic però sense defraudar la seva mare iniciant estudis universitaris en Magisteri que exigien sol dos intensos anys i s'emportava el títol de Mestre de Primària. Gene se la va recercar, tocant rock en les vacances, estudiant després a les prades de Sullivan County però component la seva pròpia música, sempre influïda per la invasió britànica. Per exemple Cathedral, el seu nou grup estava basat en sons d'òrgans.
Nosaltres fèiem de Procol Harum en una música fortament influïda per pel·lícules notables com "El fantasma de l'òpera" o "El Geperut De Notre-Dame - recorda Gene.
Mesos després tornarà al rock bàsic coneixent a qui seria el seu soci etern i inseparable, Paul Stanley. Ambdós iniciarien projectes seriosos de grups de rock, mentre que s'autofinançaven amb treballs efímers com a Mestre al Harlem en el cas de Gene. Tot i així, l'apassionat jove no perdia l'entusiasme amb les seves fascinacions artístiques. Tractant de portar al rock els seus hobbies caricaturescos, de la seva ment neixen les primeres idees sobre forjar un cert espectacle teatral, però encara difícils d'aconseguir fins que el capital de diners ho permetés. Gene sempre va tenir tendència de líder, sabent administrar l'aconseguit i explotant les situacions crítiques per treure importants profits com per exemple llogar un loft, finançar-se el seu propi equip de llums i so per a després llogar-los a altres grups, i principalment permetre's el plaer de sadollar la seva inacabada fama de faldiller en tractar de tenir núvies per diferents ciutats.

## Gènesi de Kiss

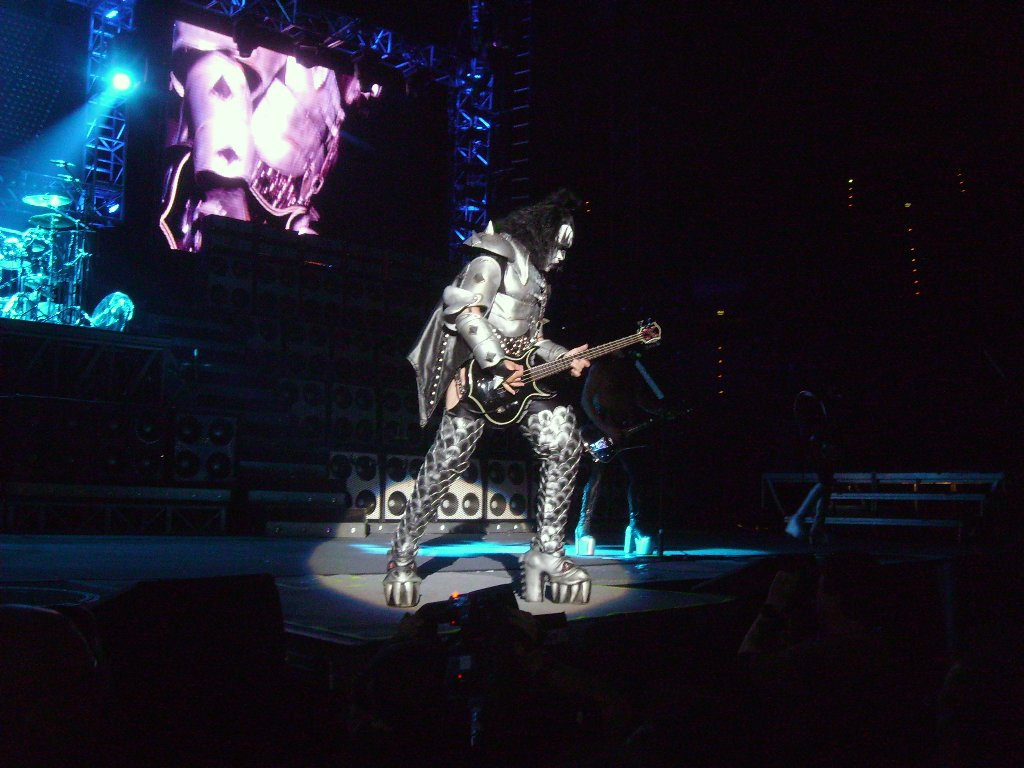
Gene Simmons durant una actuació.

La personalitat emprenedora d'en Gene porta a bon port els objectius artístics del grup format al costat de Paul anomenat Wicked Lester. Aconsegueixen un contracte d'enregistrament i quan tot semblava que estava servit, la seva visió crítica i la seva personalitat extrema inverteixen la situació i decideixen començar de nou sense trair seus més excitants fantasies, la de formar el tan anhelat grup de rock barreja de còmic i fantasmagoria glam novayorkina, Kiss.
Neixen els maquillatges, neixen personatges èpics. Allà es converteix en Gene Simmons, el Dimoni, caracterització que té com a eix emular als seus ídols com Lon Chaney. També defineix el seu paper de baixista encara que sempre compondrà amb les seves guitarres acústiques que porta de viatge.

## Maduresa i personalitat
Gene és líder indiscutible de Kiss, en els seus primers dies era l'únic membre capaç d'aconseguir els llocs per tocar, defensar fèrriament els interessos econòmics i preservar la bafarada d'ambició de què tota banda s'ha de nodrir per arribar en els seus objectius. Va ser el que va aprovar Bill Aucoin com a mànager, el que va prendre les mans de Neil Bogart per fer-les aplaudir davant de la primera audició per aconseguir una companyia discogràfica. En final, això parla clar i net del tipus de personalitat i el converteix en un líder nat per excel·lència, amb la fredor gairebé tangencial i pedant que ho caracteritza.
Amb el córrer dels anys, aprofita la seva fama per sadollar la seva fantasia més gran: arribar a ser actor de cinema. Amb la pel·lícula "Kiss Meets The Phantom On The Park" va tenir el seu debut, encara que sempre enrolat en la seva caracterització de Dimoni. Si ell no hagués tingut el problema del maquillatge, segurament hagués debutat ràpidament com a actor de Kiss, però era impossible infringir la regla dels rostres maquillats i haurà d'esperar sis anys més, rebutjant ofertes com "Dr. Detroit" o fer del famós porter de la pel·lícula Flashdance. Tanmateix Gene premedita bé la seva jugada actoral i abans de llençar-se de ple, pren classes d'art dramàtic amb Alice Spivak (mestre d'AL Pacino). Després es produeix la seva gran oportunitat, Michael Chrichton (Món Perdut, Jurasik Park, Esphera, etc.) l'addiciona i amb sol el gest de la mirada de Gene, el pren al paper del llunàtic profanador de xips i armes d'alt rang a "Runaway", va seguir després amb Wanted Dead or Alive, Never too young to die, Trick or treat, i un capítol a Miami Vice, entre els seus papers més destacats. Per si no n'hi hagués prou, anys després, entra en l'activa carrera de representant artístic per descobrir i produir bandes per a la seva pròpia companyia Simmons Records.
Entre els seus assoliments més reconeguts com a descobridor de talents està Van Halen quan encara es cridava Mammouth i quan David Lee Roth no tenia nom artístic. Gene li va canviar el nom al grup, els va produir el primer demo i els va deixar a les mans de Ted Templeman perquè la Warner se'ls portarà davant de la negativa de Bogart, que estava posat de ple en la Disc Pop Music. També va fer la mateixa tasca amb Cinderella, i ja com a productor va tenir destacada tasca en ocupar-se dels treballs de Wendy Williams, Keel, Black and Blue, Ezo, Gladys Night, House of Lords. Per si no n'hi hagués prou, l'assoliment més gran de Gene és ser el mànager de Lliça Minnelli i dirigir la seva tornada artística després d'un parèntesi de 5 anys en l'anonimat.
Un altre dels trets distintius d'aquest personatge és que pertanyent al conflictiu món del rock, encara en conserva una de fèrria i reputada conducta de no beure ni drogar-se, i de tenir un concepte parc sobre la religió i el matrimoni.
| « | L'amor és llibertat, el matrimoni no és amor. No veig res romàntic quan un home o una dona arriba a casa seva i se'ls pregunta per què vas tardar, on vas ser? No veig gens romàntic dormir sempre amb una mateixa persona... Una cosa és l'amor i una altra és el sexe. La llibertat de l'amor no té perquè qüestionar la llibertat de sexe... per això per a mi el matrimoni com a institució és decadent.... | » |

Nuvi de Cher, Diana Ross i concubí amb la playmate Shannon Tweed, mare dels seus dos fills Nicholas i Sophia. Però no per això les seves corregudes sexuals s'han coartat; al contrari, el trofeu més preat de Gene és portar un àlbum amb més de 4000 fotografies de les dones que comparteixen una nit amb ell a les seves gires de rock and roll. Gene té l'hàbit de fotografiar-les amb la seva polaroid i exhibir-les com a trofeu de cacera, fet que li va valer la fama de masclista incurable fortament criticat per la classe conservadora. Però ell no deixa d'exaltar i reconèixer el seu principal lema de vida.
| « | La vida és única i cal viure-la bé, donant-se tots els gusts mentre ningú no sigui perjudicat i respectis la llibertat de teus semblants. Sóc epicureà en aquest sentit, si et dona plaer menjar, menjaràs fins a fastiguejar-te. Cal esgotar totes les possibilitats del plaure perquè la vida ha de ser una festa, no una desfilada de mal gust. Aquest és el Paradís!. No esperis la mort per conèixer-lo com sempre prefereixen inculcar-te de noi perquè portis una vida subordinada de servidor. Teu has de ser el propi servent de la teva pròpia vida... ningú més no ho serà. | » |

El seu lema:
| « | Darrere de tot gran home... hi ha una gran dona, darrere d'aquesta dona... ¡¡hi sóc jo!! | » |

Gene Simmons i la seva companya Shannon Tweed, al costat dels seus fills apareixen en el programa de A&E Gene Simmons Family Jewels on es presenta amb la seva personalitat característica, simpàtica i pedant fent gala de les seves fans i la seva opulència, encara que evita aparèixer com a faldiller empedreït.

## Discografia
En solitari
- Gene Simmons Solo Album (1978)
- Asshole (2004)
- Speaking in Tongues (2004)

## Videografia
Home Videos / DVD
- The Decline of Western Civilization, Part II: The Metal Years (Documental) (1988)
- Speaking in Tongues (2004)
- Gene Simmons Family Jewels - The Complete Season I (2004)
- Gene Simmons Family Jewels - The Complete Season II (2007)

Films
- Kiss Meets the Phantom of the Park (1978)
- Runaway, brigada central (Runaway) (1984)
- Never Too Young to Die (1986)
- Trick or Treat (1986)
- Wanted: Dead or Alive (1987)
- Red Surf (1990)
- Detroit Rock City (1999)
- Wish you were Dead (2000)
- The New Guy (2002)
- Detroit Metal City (2006-2007)